# Fläcklungört
Fläcklungört (Pulmonaria officinalis) är en ört med blommor som är röda när knopparna spricker upp, men senare blir blå. 
En tydlig utseendeskillnad mot lungört är de vita fläckarna på bladen, som saknas på lungört. Dessa är ett slags mimikry som ska avskräcka växtätare.